# Shiawase Beam! Suki Suki Beam!
Singles par Shuffle Units
Chu! Natsu Party
(2001) Shiawase Kyōryū Ondo
(2002)
 Shiawase Beam! Suki Suki Beam!  (幸せビーム! 好き好きビ−ム!) est l'unique single du groupe temporaire Happy 7 (ハッピー7), sorti en 2002.

## Présentation
Le single sort le 3 juillet 2002 au Japon sur le label zetima, écrit et produit par Tsunku. Il atteint la 3e place du classement de l'Oricon, et reste classé pendant sept semaines, se vendant à 108 430 exemplaires durant cette période. 
C'est l'un des trois singles sortis simultanément dans le cadre de la troisième édition des Shuffle Units du Hello! Project. Trois groupes temporaires, composés de divers artistes du H!P, sont créés le temps d'un unique single chacun, en compétition amicale pour les ventes de leur disque : Happy 7, Odoru 11 (avec Shiawase Kyōryū Ondo), et Sexy 8 (avec Shiawase Desu ka?). C'est Happy 7 qui en vendra le plus, suivi de Sexy 8.
La chanson-titre figurera avec celles des deux autres singles sur la compilation d'artistes du H!P Petit Best 3 qui sortira en fin d'année, puis sur la compilation Hello! Project Shuffle Unit Mega Best de 2008. Elle sera souvent interprétée lors de concerts du H!P par différentes formations. Chaque shuffle unit de l'année a interprété sa propre version de la chanson en "face B", Yoku Aru Oyako no Serenade, sur son propre single.
Le clip vidéo de la chanson-titre figurera sur le "Single V" (DVD et VHS) en commun Shiawase Beam! Suki Suki Beam / Shiawase Desu ka? / Shiawase Kyōryū Ondo qui sortira le 21 août 2002, puis sur les versions DVD des compilations Petit Best 3 et Shuffle Unit Mega Best.

## Membres
- Ai Kago (Morning Musume)
- Ai Takahashi (Morning Musume)
- Makoto Ogawa (Morning Musume)
- Risa Niigaki (Morning Musume)
- Mika Todd (Coconuts Musume)
- Asami Kimura (Coconuts Musume)
- Hitomi Saito (Melon Kinenbi)

## Liste des titres
1. Shiawase Beam! Suki Suki Beam!  (幸せビーム! 好き好きビ−ム!?)
2. Yoku Aru Oyako no Serenade (Happy 7 Version)  (よくある親子のセレナーデ(ハッピー♡7 Version)?)
3. Shiawase Beam! Suki Suki Beam! (Instrumental)  (幸せビーム! 好き好きビ−ム!...?)